# Ван Старкенборг Стахауэр, Алидиус Тьярда
Алидиус Тьярда ван Старкенборг Стахауэр (нидерл. Alidius Tjarda van Starkenborgh Stachouwer; 7 марта 1888, Гронинген, Нидерланды — 16 августа 1978, Вассенар, Южная Голландия, Нидерланды) — нидерландский политический деятель, шестидесятый генерал-губернатор Голландской Ост-Индии (1936—1945), ставший последним человеком, официально назначенным на этот пост. В 1945—1948 годах — посол во Франции.

## Биография
Получил юридическое образование в Гронингенском университете. В ноябре 1915 года женился на Кристине Марбург, дочери американского посла в Бельгии Теодора Марбурга. В 1915 году поступил на дипломатическую службу: до Второй мировой войны служил королевским комиссаром в Гронингене (1925—1933) и послом в Брюсселе (1933—1936). 16 сентября 1936 был назначен генерал-губернатором Голландской Ост-Индии.
После капитуляции Нидерландов перед Германией 14 мая 1940 года Стахауэр объявил в Ост-Индии военное положение, приказал захватить 19 немецких грузовых судов и интернировать всех немецких граждан. В декабре 1941 года Япония совершила нападение на Голландскую Ост-Индию. 15 февраля 1942 года японские бомбардировщики атаковали Батавию, после чего правительство было вынуждено эвакуироваться в Бандунг. 8 марта генерал-лейтенант Хитоси Имамура встретился с ван Старкенборгом и установил крайний срок для безоговорочной капитуляции. На следующий день генерал-губернатор приказал нидерландским и союзным войскам прекратить огонь. Стахауэр вместе с семьёй и другие чиновники и военачальники были взяты в плен. На предложение японцев остаться под домашним арестом с особыми условиями содержания он ответил отказом. Был разлучён с женой и дочерьми, которых разместили в другом лагере. Впоследствии был переведён в лагерь в Маньчжурии недалеко от города Ляоюань, где содержался вместе с другими важными заключёнными, такими как американский генерал Джон Уэйнрайт. Был освобождён 16 августа 1945 года. После войны возвратился в Нидерланды; в 1945—1948 годах был послом во Франции, а с 1952 по 1956 год возглавлял нидерландскую дипломатическую миссию при НАТО.